# Yazu
Yazu (八頭町, Yazu-chō) est un bourg situé dans le district de Yazu, dans la préfecture de Tottori, au Japon.

## Géographie

### Situation
Yazu est situé dans l'est de la préfecture de Tottori, dans les monts Chūgoku, sur l'île de Honshū, au Japon.

### Démographie
Au 1er octobre 2016, la population de Yazu s'élevait à 17 702 habitants répartis sur une superficie de 206,71 km2.

## Histoire
Le bourg de Yazu a été fondé le 31 mars 2005. Il résulte de la fusion des municipalités de Funaoka, Hattō et Kōge.

## Transports
Yazu est desservi par la ligne Inbi de la JR West et la ligne Wakasa de la compagnie privée Wakasa Railway.